# Saison 1 de Futurama
Chronologie
Saison 2
Cet article présente le guide des épisodes la première saison de la série télévisée Futurama.

## Épisodes

### Épisode 1:Spaciopilote 3000
- États-Unis : 28 mars 1999 sur FOX
- France : 11 mars 2000 sur Canal+
- Belgique : 9 avril 2006 sur La Deux

- Dick Clark (sa propre voix)
- Leonard Nimoy (sa propre voix)
- Kath Soucie (voix de Michelle)

- Gag du sous-titre : En couleurs (In colours)
- Têtes célèbres : Leonard Nimoy, Richard Nixon, Dick Clark, Matt Groening, George Washington, Bill Clinton, George H. W. Bush, Grover Cleveland, Barbra Streisand, David Duchovny, Gillian Anderson, Liz Taylor, Dennis Rodman
- Références :
  - La scène d'ouverture commence avec le fond sonore de Star Trek et Fry qui dit : « L'espace, on pourrait croire qu'il est infini… », un parallèle à la scène d'ouverture de cette même série « L'espace, frontière de l'infini… ».
  - Le jeu vidéo auquel joue Fry est un hommage à Donkey Kong.
  - Une autre référence à Star Trek se situe dans le bruit des portes. D'ailleurs, Fry dit explicitement que cela lui rappelle la série.
  - Les matraques des policiers sont une parodie (à même échelle) des sabres laser de Star Wars.
  - Quand Leela dit : « Il est inutile d'employer la force », on peut y voir une référence à la Force dans Star Wars.
  - Au début de l'épisode, quand Fry passe dans le tube sous l'eau, on reconnaît Blinky le poisson à trois yeux de Bart Simpson.

Premier épisode pilote, présentant les principaux personnages ainsi que le ton et le contexte de la série.

### Épisode 2:La série débarque
The Series Has Landed
- Sous titre : En Hypnovision

- États-Unis : 4 avril 1999 sur FOX
- France : 18 mars 2000 sur Canal+
- Belgique : 16 avril 2000 sur La Deux

- Phil LaMarr (Hermes)
- Lauren Tom (Amy)

- Gag du sous-titre : En Hypno-Vision (In hypno-vision)
- Références :
  - Le « Luna Park » et son « Moon Street USA » sont une référence aux parcs d'attraction de Disney, de même que son slogan : « L'endroit le plus drôle sur l'orbite de la Terre ».
  - Hommage aux Pink Floyd avec le titre Dark Side of the moon quand Fry fait la découverte de la face cachée de la Lune (« Dark side » en anglais).
  - Le titre anglais The series has landed est une référence à ce qu'a déclaré Neil Armstrong à la NASA : « The Eagle has landed ».
  - Plusieurs des peluches que Amy a gagnées sont des répliques de Bongo et Pinky de Life in Hell.
  - Lorsque Bender enfonce sa bouteille de bière dans l'œil gauche de la mascotte à tête de Lune, c'est une référence au long métrage de Georges Méliès, Le Voyage dans la Lune.

### Épisode 3:Le Colocataire
- États-Unis : 6 avril 1999 sur FOX
- France : 25 mars 2000 sur Canal+
- Belgique : 23 avril 2000 sur La Deux

- Phil LaMarr (Hermes)
- Lauren Tom (Amy)

- Gag du sous-titre : Vu à la télévision (As seen on TV)
- Références :
  - Le réveil tordu sur le rebord de la table par Bender est une référence au célèbre tableau La Persistance de la mémoire de Salvador Dalí.
  - Le poster Slurm que décroche Fry est une référence à un tableau d'Andy Warhol.
  - L'errance de Bender dans les rues de New New York est une parodie d'une scène du film Le Poison (The Lost Weekend en VO).
  - La musique lorsque Fry et Bender s'installent dans leur appartement est celle du générique de Drôle de couple.
  - Le feuilleton Tous mes Circuits (All My Circuits) est une parodie du soap opera La Force du destin (All My Children en VO).
  - Le second appartement que Fry visite est l'exacte reproduction de la lithographie Relativité, de l'artiste Maurits Cornelis Escher.

### Épisode 4:Victime de l'amour, perdue dans l'espace
- États-Unis : 13 avril 1999 sur FOX
- France : 1er avril 2000 sur Canal+
- Belgique : 30 avril 2000 sur La Deux

- Phil LaMarr (Hermes)
- Lauren Tom (Amy)

- Gag du sous-titre : Présenté en CC (Contrôle Cérébral) sur certains écrans (Presented in BC [Brain Control] where available)
- Références :
  - Le titre original, Love's labour's lost in space, est un jeu de mots faisant référence au titre de la pièce de Shakespeare, Peines d'amour perdues, ainsi qu’à celui de la série de science-fiction américaine, Perdus dans l'espace
  - Zapp Brannigan est une parodie du Capitaine James T. Kirk de Star Trek, ainsi qu'une référence au personnage Zaphod Beeblebrox créé par Douglas Adams dans la « trilogie en cinq volumes » Le Guide du voyageur galactique.
  - Le Grand livre de guerre de Zapp Brannigan est une parodie de L'Art de la guerre.
  - La musique durant l'explosion de Vergon 6 rappelle celle de l'explosion de l'Etoile Noire de Star Wars.
  - Enfin, la mission qui est de récupérer 2 spécimens de chaque espèce animale sur Vergon 6 est une référence évidente à l'Arche de Noé.
  - Quand Kif Kroker râpe une truffe sur les raviolis de Zapp Brannigan, c'est la parodie d'une scène du film Ripley's game.
  - La dernière scène de l'épisode quand Leela écrit dans son journal en petite culotte et Nibbler sur les genoux, rappelle la scène finale d'Alien, le huitième passager, avec  Ripley et son chat sur les genoux.

### Épisode 5:Terreur sur la planète robot
- États-Unis : 20 avril 1999 sur FOX
- France : 8 avril 2000 sur Canal+
- Belgique : 7 mai 2000 sur La Deux

- Tom Kenny (voix du robot)
- Phil LaMarr (Hermes)

- Gag du sous-titre : Avec des extra-terrestres entièrement nus (Featuring Gratuitous Alien Nudity)
- Références :
  - Le nom de la planète Chapek 9 est un hommage à l'inventeur Tchèque du terme robot Karel Čapek.
  - Le titre de l'épisode (Fear of a Bot Planet en VO) provient du titre d'un album du groupe Public Enemy, Fear of a Black Planet.
  - Une scène où des robots tentent de construire un mur rend hommage au jeu Tetris.
  - Les films à l'affiche du cinéma robot sont des parodies des films suivants:
    - Barbot Streisand in Yentltron (parodie de Barbra Streisand dans Yentl et de Tron)
    - Buff Bot the Human Slayer (parodie de Buffy the Vampire Slayer)
    - I Was a Teenage Human (parodie de I Was a Teenage Werewolf)
    - It Came From Planet Earth (parodie de It Came from Outer Space)

  - Quand Fry et Leela entrent dans la ville robot, on peut voir sur un mur une version robot de l'affiche de L'Oncle Sam pour le recrutement des armées lors de la 1re Guerre Mondiale.
  - Le robot, qui découvre Fry et Leela, a le même comportement que les extra-terrestres dans le film L'Invasion des profanateurs.
  - Le Madison Cube Garden de New New York parodie le Madison Square Garden.

### Épisode 6:Cinquante Millions de dollars d'anchois
- États-Unis : 27 avril 1999 sur FOX
- France : 15 avril 2000 sur Canal+
- Belgique : 14 mai 2000 sur La Deux

- Pamela Anderson (sa propre voix)
- Phil LaMarr (Hermes)
- Lauren Tom (Amy)

- Gag du sous-titre : CHARGEMENT... (LOADING...)
- Têtes célèbres: Pamela Anderson
- Références :
  - Le titre (A Fishfull of Dollars en VO) est une référence au Western de Sergio Leone et avec Clint Eastwood A Fistfull of Dollars.
  - Le tableau qui apparait dans l'appartement « du XXe siècle » de Fry est un tableau de Patrick Nagel.
  - Pamela Anderson évoque Alerte à Malibu, le film qui est « le premier film entièrement tourné au ralenti ». Il s'agit d'une petite moquerie sur les nombreuses scènes au ralenti de la série.
  - La chanson qualifiée de « musique classique » chez Fry est Baby Got Back, un titre de Sir Mix-a-Lot.
  - Lorsque Fry regarde la TV, on peut entendre la musique du générique d'intro de la série Sanford and Son
  - La première apparition de M'man rappelle le tableau Arrangement en gris et noir no 1,qui est le portrait de la mère du peintre américain James Abbott McNeill Whistler.
  - il y a trois tableaux célèbres sur le mur pour le tir au tableau:
    - Le Cri de Edvard Munch.
    - Les Tournesols de Vincent van Gogh.
    - La Joconde de Léonard de Vinci.

### Épisode 7:Trois Soleils
- États-Unis : 4 mai 1999 sur FOX
- France : 22 avril 2000 sur Canal+
- Belgique : 21 mai 2000 sur La Deux

- Phil LaMarr (Hermes)
- Lauren Tom (Amy)

- Gag du sous-titre : Diffusé en DOUBLE VISION (en cas d'ébriété) (Presented in DOUBLE VISION (where drunk))
- Références :
  - Le titre (My Three Suns en VO) est une référence à Mes trois fils (My Three Sons), une sitcom américaine.
  - La chanson qui passe au tout début lors du lavage de Bender est Car Wash, un titre de Rose Royce.
  - On aperçoit la tête d'Homer Simpson sur un écusson porté par Bender lors du sacre de Fry.
  - La bouteille qui contient l'empereur est une bouteille de Coca-Cola.

### Épisode 8:Un gros tas d'ordures
- États-Unis : 11 mai 1999 sur FOX
- France : 29 avril 2000 sur Canal+
- Belgique : 28 mai 2000 sur La Deux

- Ron Popeil (sa propre voix)
- Phil LaMarr (Hermes)

- Gag du sous-titre : Monsieur Bender est habillé par ROBOTANY 500 (Mr. Bender's Wardrobe by ROBOTANY 500)
- Références :
  - La destruction partielle de New New York par des hamburgers et la scène où Fry, Leela et Bender se préparent à embarquer est une référence au film Armageddon.
  - Sur la boule d'ordure, Fry découvre une pile de Bart Simpson et Bender avale le short de l'un d'eux après que la poupée de Bart a dit son fameux « Eat my shorts ».
  - Fry découvre une pièce où apparaît M. Spock de Star Trek.
  - La planète Ebola9 fait allusion au terrible virus Ebola qui sévit en Afrique.

### Épisode 9:L'Enfer, c'est les autres robots
- États-Unis : 18 mai 1999 sur FOX
- France : 6 mai 2000 sur Canal+
- Belgique : 4 juin 2000 sur La Deux

- The Beastie Boys (leur propre voix)
- Dan Castellaneta (voix de Beelzebot)

- Gag du sous-titre : Condamné par le pape sidéral (Condemned by the space pope)
- Têtes célèbres: The Beastie Boys
- Références :
  - Le titre est une référence à une réplique tirée de la pièce Huis clos de Jean-Paul Sartre L'Enfer, c'est les autres.
  - Le logo de l'église de Robotologie est le symbole technique de la résistance.
  - L'ami de Bender, Fender, est un ampli de guitare. De nos jours, une des marques d'ampli s'appelle « Fender ». En plus, pour se droguer, les robots utilisent des « jacks », prises reliées à des fils électriques que les guitaristes utilisent pour transmettre le son de la guitare dans l'ampli.
  - Un des trois robots drogués aux jacks utilise des pinces pour recharger les batteries de voiture.
  - Quand Fry et ses collègues découvrent que Bender se drogue, Fry raconte que son ami Richie a volé la télé de sa mère pour acheter de la drogue, c'est une référence au film Requiem for a Dream.

### Épisode 10:Titanic II
- États-Unis : 26 septembre 1999 sur FOX
- France : 13 mai 2000 sur Canal+
- Belgique :   sur La Deux

- Gag du sous-titre : Filmed on Location
- Têtes célèbres : Leonardo DiCaprio
- Références :
  - Le titre original de l’épisode fait référence au récit historique La Nuit du Titanic de Walter Lord ; et le francophone est par le paquebot homonyme, un trait d’humour noir envers le véritable bateau éponyme.
  - L’histoire de l’épisode parodie le film Titanic de James Cameron ; à la cérémonie de voyage inaugural, au lieu de la traditionnelle bouteille d’alcool, Zapp Brannigan fracasse contre la coque du navire la Tête en Bocal de l’acteur Leonardo DiCaprio (interprète masculin principal dudit film) ; la Comtesse de la Roca est elle-même basée sur sa protagoniste féminine, Rose.
  - Le robot-serveur iZac est une double référence aux iMac, et à son homologue humain Isaac Washington de la série La croisière s’amuse.

### Épisode 11:L'Université martienne
- États-Unis : 3 octobre 1999 sur FOX
- France : 27 mai 2000 sur Canal+
- Belgique :   sur La Deux

- Gag du sous-titre : Diffusé en Martien sur le câble
- Références :
  - L'épisode entier fait référence au film American College.
  - On aperçoit des poupées de Bart et Homer lors du flash-back de Fry.
  - Lorsque le singe Guenter obtient le numéro de la fille convoitée par Fry, l'épisode reproduit une scène du film Will Hunting

### Épisode 12:Omicron Perséï Huit attaque
- États-Unis : 7 novembre 1999 sur FOX
- France : 7 juin 2000 sur Canal+
- Belgique :   sur La Deux

- Gag du sous-titre : Fièrement fabriqué sur Terre (proudly made on Earth)
- Références :
  - La série télévisée Avocate et Célibataire est une parodie d'Ally McBeal.
  - Lors du générique, l'émission qui est diffusée est Daffy le héros.
  - La destruction des monuments par les Omicroniens est une parodie du film Independence Day.
  - La scène de briefing de Zapp Brannigan est une parodie de celle qui a lieu dans Star Wars, épisode IV : Un nouvel espoir.
  - De nombreux plans lors de la bataille spatiale sont des clins d'œil à Star Wars.
  - Sur la plage des monuments on retrouve le donut géant du vendeurs de donuts des Simpson

### Épisode 13:Buvez du Slurm
- États-Unis : 14 novembre 1999 sur FOX
- France : 14 juin 2000 sur Canal+
- Belgique :   sur La Deux

- Gag du sous-titre : En direct de Omicron Persei 8 (Live from Omicron Persei 8)
- Références :
  - L'épisode est une parodie de Charlie et la Chocolaterie, un roman de Roald Dahl.
  - Le dessin animé sur l'écran du générique représente Les Simpson lors de leur première apparition au The Tracey Ullman Show.
  - Lorsque Bender utilise le rayon F, on peut voir qu'il est composé d'un processeur 6502, une référence au microprocesseur utilisé à la fin des années 1970, entre autres dans les consoles de jeu Atari 2600 ou NES.
  - Le Slurm est une parodie du Coca-Cola.
  - Leela et le professeur jouent au Scrabble 3D, une référence aux échecs 3D de Star Trek.
  - La mascotte Slurm Mc Kensie est une parodie de Spuds Mc Kensie, le chien mascotte de la bière Bud Light aux États-Unis.
  - A un moment, Fry pense que le slurm est fait de cadavres humains, Leela lui dit alors que la marque soleil vert le fait déjà : il s'agit d'un clin d'œil au film du même nom, où l'homme, après avoir détruit la nature, n'a plus comme nourriture que des pilules obtenues à partir du recyclage de cadavres humains.